# Giuseppe Lanci
Giuseppe Lanci (ur. 1 maja 1942 w Rzymie) − włoski operator filmowy.
Lanci urodził się w Rzymie. Ukończył rzymskie Centro sperimentale di cinematografia.  Współpracował z Marco Bellocchio przy Diavolo in corpo, za zdjęcia do tego filmu otrzymał nagrodę David di Donatello w 1986. Kolejnymi reżyserami, z którymi podjął współpracę, byli: Paolo i Vittorio Taviani, Nanni Moretti, Lina Wertmüller, Andriej Tarkowski, Margarethe von Trotta, Mauro Bolognini, Luis Sepúlveda i Roberto Benigni.